# Erwin Leder (Mediziner)
Erwin Leder (* 23. Februar 1914 in Wien; † 5. Mai 1997) war ein österreichischer Arzt und Wehrmachtsoldat. 
Leder rettete als Lagerarzt im deutschen Gefangenenlager in Sluzk zahlreichen Juden das Leben. 1999 wurde er durch die jüdische Gedenkstätte Yad Vashem posthum als Gerechter unter den Völkern ausgezeichnet.

## Wirken
Leder wurde 1914 in Wien geboren. Nach seinem Studium wurde er von der Wehrmacht eingezogen. Er diente 1941 und 1942 als Standortarzt in Sluzk, einem Ort rund 80 km südlich von Minsk. Ferner war er dort als ärztlicher Oberoffizier für das Kriegsgefangenenlager zuständig, in dem zeitweise 25.000 bis 30.000 Häftlinge inhaftiert waren. Durch Flecktyphus und Hunger starben dort vor seinem Dienstantritt täglich 70 bis 80 Personen. Es gelang ihm durch Einführung eines strengen Hygieneregimes sowie durch eine verbesserte medizinische Versorgung und Ernährung die Todesrate auf drei bis vier Personen pro Tag zu senken. Dadurch überlebten Tausende. Einer seiner Mitarbeiter war der jüdische Arzt Raphael Gabovich, der sich als ukrainischer Kriegsgefangener getarnt hatte. Leder erkannte jedoch, dass es sich bei Gabovich um einen Juden handelte, und unterstützte ihn und schützte sein Geheimnis weiter. Leder versteckte in den Quarantäneräumen der Krankenstation mehrfach Juden und sowjetische Kommissare und stattete diese mit Papieren von verstorbenen Gefangenen aus, um ihnen so das Leben zu retten.
Mit mehreren jüdischen Mithelfern schmuggelten Leder und Gabovich regelmäßig Medikamente, Lebensmittel und medizinische Artikel in das jüdische Ghetto von Sluzk, und konnten so zahlreichen Juden das Leben retten. Als Leder von der geplanten Ermordung der Juden im Sluzker Ghetto erfuhr, konnte er diese über Gabovich warnen. Zahlreiche Juden konnten fliehen, trotzdem wurden mehr als 5000 Juden ermordet.
1942 wurden zwei jüdische Frauen, die für Leder Medikamente nach Sluzk schmuggelten, ertappt und erschossen. Leder geriet in Verdacht beteiligt zu sein, da die beiden Frauen jedoch erschossen worden waren, konnte ihm nichts nachgewiesen werden, so dass er der Todesstrafe entrann. Er wurde jedoch im November 1942 an die russische Front strafversetzt, wo er 1945 schwer verwundet wurde. Nach dem Zweiten Weltkrieg kehrte Leder nach Wien zurück und arbeitete als Psychiater und Neurologe. 1951 wurde sein Sohn Erwin Leder geboren, der als Schauspieler erfolgreich wurde.
Raphael Gabovich gelang 1944 die Flucht aus dem Gefangenenlager. Er schloss sich der Roten Armee an und nahm als Militärarzt weiter am Krieg teil. Nach dem Krieg arbeitete er zunächst als Arzt und Hochschulprofessor in der Ukraine und emigrierte 1990 nach Israel.

## Auszeichnung
1992 machte Gabovich Erwin Leder in Wien ausfindig und regte dessen Auszeichnung als Gerechter unter den Völkern an. Die Auszeichnung wurde Leder 1999 posthum verliehen.